# کاستلانتا
کاستلانتا (به ایتالیایی: Castellaneta) یک کومونه در ایتالیا است که در استان تارانتو واقع شده‌است.

## خصوصیات
کاستلانتا ۲۳۹ کیلومترمربع مساحت و ۱۷٬۱۹۴ نفر جمعیت دارد و ۲۴۵ متر بالاتر از سطح دریا واقع شده‌است.